# Estación Lynch
Lynch fue una estación de ferrocarril que se hallaba en las cercanías de la oficina salitrera Los Dones, en la Región de Antofagasta de Chile. Fue parte del Longitudinal Norte y actualmente se encuentra inactiva.

## Historia
Si bien el tramo donde se encuentra la estación fue construido como parte del ferrocarril Longitudinal Norte, el cual fue entregado para su operación en el tramo Pintados-Baquedano en junio de 1913, la estación fue construida con posterioridad al inicio de los servicios. En mapas oficiales de 1929 la estación ya aparece, lo que indica su construcción durante los años 1920. En diciembre de 1920 había sido autorizada la construcción de la estación.
La estación fue trasladada en 1930 a la nueva estación Pedro de Valdivia, ubicada a 18,2 km al norte de su ubicación original. Por esta razón la estación ya no aparece consignada en publicaciones turísticas de 1949 y en mapas de 1968.
Las vías en donde se encontraba la estación dejaron de prestar servicios cuando finalizó el transporte de pasajeros en la antigua Red Norte de la Empresa de los Ferrocarriles del Estado en junio de 1975. Posteriormente estas vías fueron traspasadas a Ferronor y privatizadas, mientras que la estación permaneció abandonada.